# 666 Motor Inn
666 Motor Inn är Satanic Surfers andra studioalbum, utgivet 1997 på skivbolaget Burning Heart Records. Albumet utgavs på både CD och vinyl.

## Låtlista
1. "Soothing"
2. "Even If Time Stood Still"
3. "I Scream"
4. "Lost"
5. "Fuck Off, You Filthy Bastards"
6. "Don't Tell Us What We Should Do With Our Bodies, You Filthy Bastards"
7. "Start Over"
8. "Count Me Out"
9. "Silent Box"
10. "Don't Fade Away"
11. "You Can Count Your Money in Your Graves, You Filthy Bastards"
12. "Seed of Fear and Anger"
13. "Evil"

Låten "Evil" finns inte omnämnda i konvolutet.

### Fotnoter
1. 1 2  ”666 Motor Inn”. Discogs.com. http://www.discogs.com/Satanic-Surfers-666-Motor-Inn/release/639056. Läst 1 januari 2012.